# Александар Симић (фотограф, 1923)
Александар Аца Симић (Чачак, 1923 — Чачак, 14. октобар 2007) био је српски фотограф. Симић је био један је од првих и најпознатијих чачанских фотографа, познат и као један од фотографа Југословенске војске у отаџбини. За време Другог светског рата налазио се у Врховној команди код Драгољуба Драже Михаиловића где је направио велики број фотографија.

## Биографија

### Међуратни период
Родио се у Чачку 1923. године, где је завршио и основну школу. Када је био дечак, родитељи су приметили да лепо црта, па је отац, официр Југословенске војске, одлучио да Ацу пошаље на тада редак занат. Фотографију је почео да учи 1934. године у атељеу Димитрија Коцића, а наставио код Томе Зупана. Први апарат који који је купио још као дечак био је „Кодаков” дечји апарат.
Његов таленат је убрзо дошао до изражаја. У то време фотографије су се израђивале ручно, што је захтевало много труда, знања, стрпљења и смисла, односно талента. Посебан напор захтевала је израда колор фотографија. У колору су тадашњи фотографи радили углавном дечије портрете, а поступак прављења био је прилично тежак. Слику је требало добро испрати, избледети, тонирати у браон, осушити, премазати ланеним уљем и на крају обојити уљаним бојама, после чега је следило сушење од два-три дана. Сликао је и на банкетима које су организовали имућнији Чачани. Запослио се као фотограф у Војно техничком заводу у Чачку 1938. године.

### Други светски рат
Прву самосталну радњу која се налазила на чачанском корзоу отворио је крајем 1941. године. Звала се „Foto-rex”, а локал је узео у закуп од Цветка Лазовића. За време окупације људи су се осим за документа, сликали фамилијарно, како би неком свом ближњем који се налази у заробљеништву послали фотографију.
Имао је само 19 година када се илегално сусрео са капетаном Даничићем у Мрчајевцима 1942. године. Тада је позван да као фотограф буде при штабу на Равној Гори. Прво је био у штабу Другог равногорског корпуса чији је командант био Предраг Раковић из Пријевора, а касније и у Врховном штабу код Драгољуба Драже Михаиловића.
Једна од најпознатијих Дражиних фотографија (на слици) дело је Александра Симића. Поред ње, неке од најзначајнијих фотографија су му Дражине ћерке Гордане, Драгише Васића, Предрага Раковића, сахране америчког пилота. Фотографисао је заклетву на Руднику у Вујетинцима 1942. године, два пута је бележио Дражину славу Никољдан, а фотографисао је и Светосавски конгрес у селу Ба. Имао је око 3000 урађених фотографија и више од осамдесет филмова. Како га не би ухватио Гестапо, фотографије је израђивао у једној воденици у Пријевору. Филмове је испирао на чистој води у воденици, а потом сушио по околном дрвећу. Дражу је први пут фотографисао у Брајићима 1942, а последњи пут у Рошцима 1944. године.
Предао се партизанима у фебруару 1945. године и одмах је упућен на Сремски фронт где се борио до краја рата.

### Послератни период
Негативе са снимцима Равногорског покрета је након рата скривао свуда, у теглама са пекмезом, по селима у шталама, али су ипак неки од њих временом уништени. Након рата, у Чачку је отворио фотографску радњу, у којој су занат учили многи чачански фотографи. Фотографисао је између осталог и Титове посете Чачку 1951, 1959, 1961. и 1966. године. Добитник је Децембарске награде града Чачка 1999. године.
Преминуо је у петак 14. октобра 2007. године, а сахрањен је у понедељак 17. октобра на Чачанском гробљу.
Александар Симић је за живота предао Народном музеју у Чачку више својих фотоапарата, међу којима и „салон апарат” са дрвеним стативама који је служио за снимање у атељеу и ван њега. Негативи његових снимака насталих у току и после рата и део личних предмета предати су од стане породице као легат Музеју Југославије 2018. године.